# Phyllogomphoides luisi
Phyllogomphoides luisi es una libélula de la familia de las libélulas topo (Gomphidae). Es una especie endémica de México. Fue descrita por Enrique González-Soriano y Rodolfo Novelo-Gutiérrez en el año de 19901.

## Clasificación y descripción
Phyllogomphoides es un género de libélulas neotropicales que se distribuyen desde el sureste de E.U.A. haste el norte de Chile y Argentina2. El género está compuesto por 46 especies descritas, 12 de las cuales se encuentran en México, y de estas, 6 son endémicas: Phyllogomphoides apiculatus, P. danieli, P. indicatrix, P. luisi, P. pacificus y P. nayaritensis2,3. Phyllogomphoides es el grupo hermano de  Gomphoides e Idiogomphoides y juntos forman la tribu Gomphoidini2.
P. luisi es una especie muy estrechamente relacionada con P. pacificus en virtud de que los machos de ambas especies poseen un hamuli anterior bilobulado con la rama posterior erecta. Sin embargo, P. luisi se distingue de P. pacificus por los siguientes caracteres: la rama posterior del hamuli anterior es menos erecta en luisi que en pacificus, en esta última el ápice termina en un gancho dirigido ventralmente; la espina ventro basal de los cercos en luisi está menos desarrollada en pacificus; el ángulo vontro apical de los cercos en luisi está producido en una robusta proyección subtriangular a manera de diente, mientras que en pacificus este ángulo solo está ligeramente protuberante1.

## Distribución
Vive en el Estado de Morelos1,4.

## Hábitat
Se le encuentra en ríos someros de fondo rocoso con secciones de arena en bosque de galería1.

## Estado de conservación
En México no se encuentra en ninguna categoría de riesgo. No se conoce el estado actual de esta especie, sin embargo, la zona de donde se describió está fuertemente urbanizada1.